# Czerwonka (stacja kolejowa)
Czerwonka – stacja kolejowa w Czerwonce, w województwie warmińsko-mazurskim, w Polsce. 

## Ruch pasażerski
| Rok  | Wymiana pasażerska na dobę |
| ---- | -------------------------- |
| 2017 | 200-299                    |
| 2022 | 200-299                    |

Na stacji krzyżują się dwie linie kolejowe:
- Linia 223 Czerwonka – Ełk
- Linia 353 Poznań Wschód – Skandawa.

Dawniej na stacji rozpoczynała się również linia kolejowa Czerwonka – Korniewo.